# Jean van Erp
Jean van Erp (Heeswijk-Dinther, 20 december 1973 ) is een Nederlandse biljarter, die in het driebanden is gespecialiseerd. 

## Jeugd
Hij begon zijn carrière in het café van zijn ouders. Geïnspireerd door zijn vader Jan, speelde hij op zijn achtste met libre een moyenne van 1. Hij speelde aanvankelijk libre-wedstrijden, maar kwam al snel voor nationale selectiewedstrijden in aanmerking, waardoor hij in 1993 met driebanden op het grote biljart verscheen.

## Carrière
Van Erp speelde in oktober 1996 voor het eerst mee in een wereldbekerwedstrijd. Daarin behaalde hij in oktober 1999 in Bussum de kwartfinale, die hij van de Italiaanse grootmeester Marco Zanetti verloor. In januari 2009 werd hij tiende in Sluiskil. Zijn beste prestatie in het Europees kampioenschap driebanden is een vijfde plaats in 2006.
In 2015 behaalde hij de eerste plaats op het Nederlands kampioenschap driebanden. Een prachtig resultaat na een tweede plaats in 2007 en een derde plaats in 2009 op het vermaarde Kersttoernooi driebanden van Zundert. In Zundert versloeg hij onder meer de toen regerend wereldkampioen Filipos Kasidokostas. 
In teamverband werden ook de nodige successen behaald: 3 maal Landskampioen met team "Van Donge & de Roo" en eenmaal met "Gebr. van Wanrooij".

## Wereldkampioen landenteams
Het allergrootste succes behaalde hij op 21 februari 2016 in Viersen (D). Daar won hij het wereldkampioenschap driebanden voor landenteams met Dick Jaspers.